# Emesis nomaea
Emesis nomaea är en fjärilsart som beskrevs av Doubleday 1847. Emesis nomaea ingår i släktet Emesis och familjen Riodinidae. Inga underarter finns listade i Catalogue of Life.